# Williams JPH1
O Williams JPH1 é um monoposto projetado pelos engenheiros da Williams e construído com base nos padrões de segurança em vigor na Fórmula 1 em 2005 e equipado com motores Mountune Racing e fornecidos pela Audi. Foi usado no Campeonato de Fórmula Dois da FIA entre 2009 e 2012. O carro foi apresentado em 2 de março de 2009 no ciricuito de Brands Hatch em Kent, Reino Unido, onde no mesmo dia Steven Kane — um piloto do Campeonato Britânico de Carros de Turismo entrou na pista com o JPH1 pela primeira vez. Para a temporada de 2010, estreou uma atualização deste monoposto, chamada Williams JPH1B.